# Edward Bede Slater
Bede Slater OSB (* 1774 in Liverpool als Edward Slater; † 15. Juli 1832) war ein britischer Ordensgeistlicher und Apostolischer Vikar.

## Leben
Edward Slater trat 1794 in den Benediktinerorden ein, nahm den Ordensnamen Bede an und empfing 1798 die Priesterweihe.
Am 18. Juni 1818 wurde Edward Slater zum Titularbischof von Ruspae ernannt. Die Bischofsweihe spendete ihm am 28. Juni 1818 Kardinal Lorenzo Litta unter Assistenz von Bischof Rudolfo Brignole Sale und Ignazio Ranaldi, Bischof von Ripatransone. Am 2. März 1819 wurde er zum Apostolischen Vikar von Kap der Guten Hoffnung ernannt, konnte aber wegen des Widerstands der Britischen Regierung niemals einen Fuß auf südafrikanischen Boden setzen. Stattdessen residierte er, ebenso wie sein Nachfolger, in Mauritius. Am 9. August 1831 trat er zurück.